# Devoto in contemplazione del battesimo di Cristo
Devoto in contemplazione del battesimo di Cristo  è un dipinto a olio su tela realizzato da Giovan Battista Moroni e conservato a Milano nella collezione privata di Roberta Etro.

## Storia
(Giovanni Battista Angelini 1729)
Il dipinto eseguito dal Moroni non riporta la datazione, si ritiene che fosse stato realizzato tra gli anni cinquanta e sessanta del Cinquecento. Riporta invece la sua firma in caratteri antichi «GIO, BATTA MORONE». 
Malgrado non si conosca la committenza, il dipinto è indicato dal 1637 nella collezione bergamasca di Giuseppe Tomini: “tre figure, il Signore s. Giovanni et un vestito di nero con la cornice dorata” per poi passare a Leonardo Tomini fino al 1837. Dal 1914 passò alla collezione di Guido Morlani e dal 1938 appartenente al genovese Alessandro Basevi fino al 1959. Passato di proprietà al milanese Gilberto Algranti divenne poi dal 1985 parte della collezione privata di Roberta Etro.
Il dipinto risulta essere stato esposto in molte mostre del Novecento e Duemila fino a quella newyorchese del 2019.

## Descrizione
Il dipinto si sviluppa su due scese separate da un'architettura, come se fosse una quinta scenica, da dove appare il devoto.

La scena del battesimo si svolge in un ambiente boschivo montano dove ci sono abitazioni in pietra. L'evento si svolge presso un ruscello, che rappresenta il Giordano, mentre un giovane raffigurato di profilo in preghiera è posto sul lato destro inferiore della tela, forse, e probabilmente il committente stesso dell'opera. La posizione del busto farebbe supporre che fosse inginocchiato e in intensa concentrazione spirituale sulla preghiera personale, così come era stato indicato da Ignazio di Loyola nel suo Esercizi spirituali pubblicato nel 1548 in latino. Infatti il devoto non volge lo sguardo all'atto battesimale, ma è tenuto fisso di fronte in contemplazione. Secondo Elia Fornoni proprio il devoto è una delle parti più interessanti del dipinto: «Battesimo di Cristo con splendido paesaggio cui sta nel davanti un devoto veduto in profilo che costituisce la parte più interessane del quadro. È un'opera conservatissima del palazzo del Conte Guido Morlani al quale pervenne dalla famiglia Tomini»

Il Moroni raffigura il devoto come se fosse dietro le quinte, e non si esime a riavvicinare una raffigurazione sacra ai suoi più famosi ritratti, riprendendo anche quelle parti architettoniche, a volte provvisorie che caratterizzano i suoi ritratti. Ma riesce a coniugare la pittura sacra all'importanza del sentimento religioso. Anche la storica Mina Gregori coglie nel devoto la volontà di indicare come fosse inteso il rapporto tra l'uomo e il divino: 
(Mina Gregori Giovan Battista Moroni)